# Études en odontologie en France
 (mars 2024).
 (mars 2024).
En France, les études en sciences odontologiques (aussi nommées études de chirurgie dentaire) durent six à neuf ans après le baccalauréat et se déroulent au sein d'une unité de formation et de recherche (UFR) d’odontologie (aussi nommée faculté de chirurgie dentaire) de l'université française. Elles s'achèvent par la soutenance d'une thèse d'exercice permettant l'obtention du diplôme d'État de docteur en chirurgie dentaire, indispensable à l'exercice de la profession de chirurgien-dentiste sur le territoire.

## Déroulement des études
Conformément à la réforme Licence-Master-Doctorat (« LMD »), le cursus en sciences odontologiques se divise en trois cycles obligatoires :
- Premier cycle : diplôme de formation générale en sciences odontologiques (3 ans, niveau licence[2])
  - Parcours d'Accès Spécifique Santé (PASS) ou License Accès Santé (LAS) : 1re année (concours d'entrée)
  - Diplôme de formation générale en sciences odontologiques 2 (DFGSO 2) : 2e année
  - Diplôme de formation générale en sciences odontologiques 3 (DFGSO 3) : 3e année
- Deuxième cycle : diplôme de formation approfondie en sciences odontologiques (2 ans, niveau master[2])
  - Diplôme de formation approfondie en sciences odontologiques 1 (DFASO 1) : 4e année
  - Diplôme de formation approfondie en sciences odontologiques 2 (DFASO 2) : 5e année
- Troisième cycle court (TCC) : thèse d'exercice (un an)
  - Année de thèse 1 (T1) : 6e année
    - Diplôme d'État de docteur en chirurgie dentaire (omnipratique)
- Troisième cycle long (TCL) : Internat en odontologie (accessible sur concours à partir de la 5e année)
  - 1re année d'internat : 6e année
  - 2e année d'internat : 7e année
  - 3e année d'internat : 8e année
    - Diplôme d'études spécialisées en orthopédie dento-faciale (DESODF) et diplôme d'État de docteur en chirurgie dentaire.
    - Diplôme d'études spécialisées en médecine bucco-dentaire (DESMBD) et diplôme d'État de docteur en chirurgie dentaire.

  - 4e année d'internat : 9e année
    - Diplôme d'études spécialisées en chirurgie orale (DESCO) et diplôme d'État de docteur en chirurgie dentaire.

### Premier cycle: Diplôme de formation générale en sciences odontologiques (DFGSO)

les études odontologiques parmi les études supérieures

Le diplôme de formation générale en sciences odontologiques sanctionne la première partie des études en vue du diplôme d'État de docteur en chirurgie dentaire; il comprend six semestres de formation validés par l'obtention de 180 crédits européens, correspondant au niveau licence.
Cette formation a pour objectifs :
1. L'acquisition d'un socle de connaissances scientifiques indispensables à la maîtrise ultérieure des savoirs et des savoir-faire nécessaires à l'exercice de la profession de chirurgien dentiste. Cette base scientifique englobe la biologie, certains aspects des sciences exactes et plusieurs disciplines des sciences humaines et sociales ;
2. L'acquisition de connaissances dans les domaines de la sémiologie médicale, de la pharmacologie et des disciplines odontologiques ;
3. L'apprentissage du travail en équipe et des techniques de communication, nécessaires à l'exercice professionnel.

L'accent est mis sur l'acquisition des concepts indispensables à acquérir de manière à rendre possible la formation tout au long de la vie.
L'enseignement comprend un tronc commun permettant l'acquisition de compétences et de connaissances :
1. Communiquer ;
2. Apprendre à établir un diagnostic ;
3. Concevoir une proposition thérapeutique ;
4. Comprendre une démarche de soins coordonnés ;
5. Apprendre à assurer les gestes de première urgence ;
6. Appréhender les objectifs de santé publique ;
7. Connaître les règles juridiques, déontologiques et éthiques.

#### Première année (PASS ou LAS)

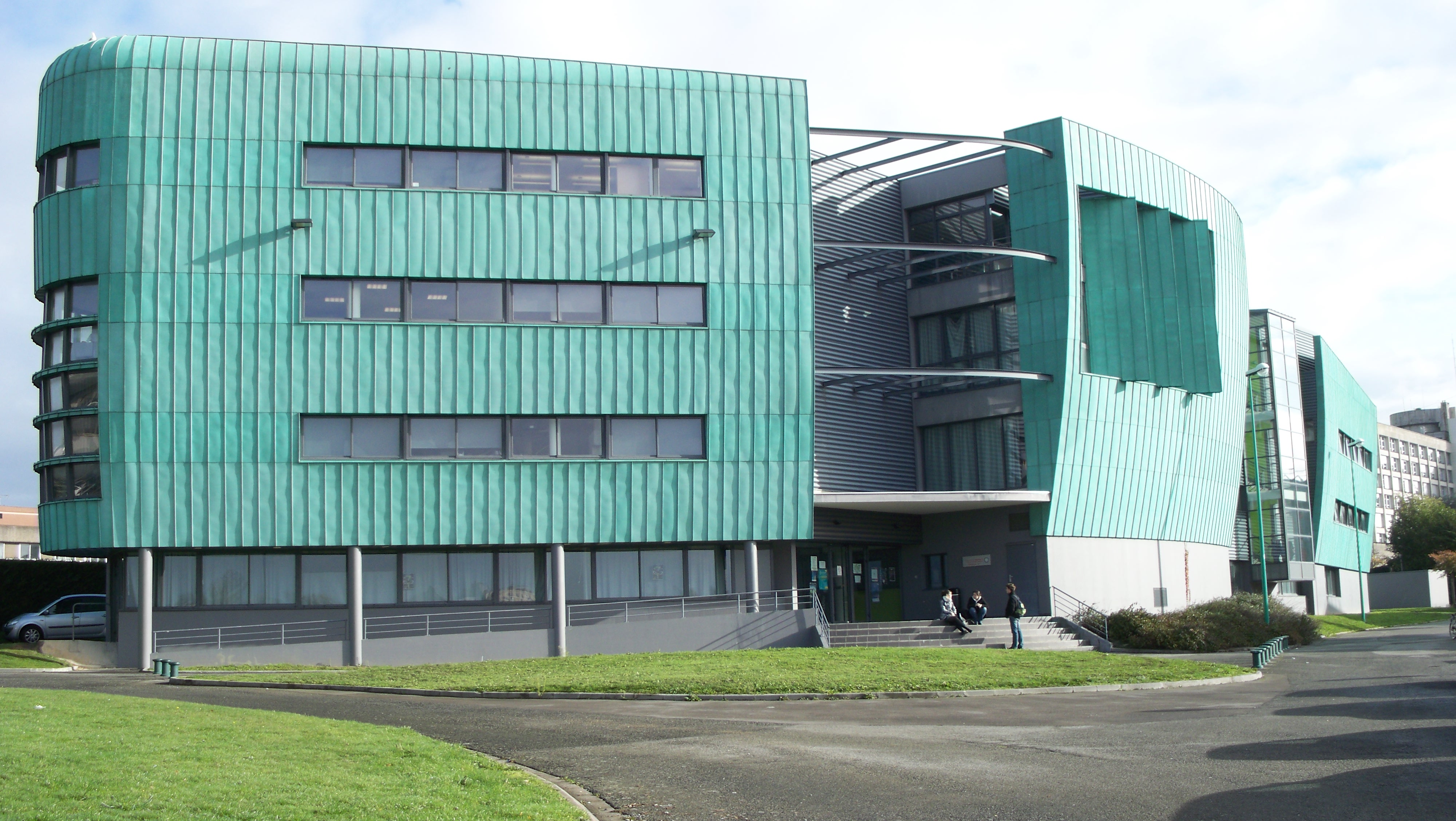
L’unité de formation et de recherche d'odontologie de l'université de Rennes 1.

La première année commune aux études de santé permet l'accès aux études de médecine, de chirurgie dentaire (odontologie), de pharmacie et de sage-femme. Elle remplace la première année du premier cycle d'études médicales en France depuis l'année universitaire 2010-2011. Elle se déroule au sein d'une UFR de médecine de l'Université française.
Pour être admissible en première année commune des études de santé, les candidats doivent justifier :
- soit du baccalauréat (de préférence scientifique, avec mention) ;
- soit du diplôme d'accès aux études universitaires ;
- soit d’un diplôme français ou étranger admis en dispense ou équivalence du baccalauréat en application de la réglementation nationale ;
- soit d’une qualification ou d’une expérience jugées suffisantes[5].

Comme pour toute formation du système LMD, l’année est découpée en deux semestres et en « unités d’enseignement » (UE) qui se voient attribuer un certain nombre de crédits ECTS.
Au premier semestre, les enseignements sont communs à toutes les filières. Des épreuves constituant la première phase du concours sont organisées à la fin de celui-ci ; les étudiants mal classés peuvent être réorientés dans d’autres filières de l’université.
Au second semestre, les étudiants choisissent une ou des UE spécifique(s) à une filière, en plus de la formation commune. Les étudiants passent un concours à la fin de l’année débouchant sur quatre classements (médecine, odontologie, maïeutique, pharmacie). À l’issue de cette année sélective, seuls les candidats s’étant classés avec succès au concours d’odontologie pourront accéder aux études de chirurgie dentaire. Pour l’année 2015/2016, le numerus clausus du concours d’odontologie était de 1 199 places à l’échelle nationale.

#### Deuxième et troisième année (DFGSO 2 et DFGSO 3)
La deuxième et troisième année du diplôme de formation générale en sciences odontalgiques (DFGSO 2 et DFGSO 3) permettent de compléter la formation des étudiants en chirurgie dentaire en vue de l'obtention du diplôme de formation générale en sciences odontologiques (DFGSO) reconnu au grade licence. Les étudiants doivent suivre une formation pratique et des stages cliniques d'initiation aux fonctions hospitalières devant leur permettre l'acquisition des compétences nécessaires à la bonne appréhension de leur futur rôle d'étudiant hospitalier. Ces stages s'effectuent dans des structures hospitalières d'odontologie.
Les étudiants ayant validé deux années de médecine, de maïeutique ou de pharmacie peuvent, dans certaines conditions, faire valoir leur « droit au remords », et être admis en deuxième année d’odontologie (DFGSO 2).
Les titulaires de certains diplômes, les élèves et anciens élèves des écoles normales supérieures et certains enseignants-chercheurs peuvent demander une entrée directe en troisième année (DFGSO 3).

### Deuxième cycle: diplôme de formation approfondie en sciences odontologiques (DFASO)
Une fois le premier cycle achevé avec l'obtention du diplôme de formation générale en sciences odontologiques, l'étudiant poursuit son cursus par un second cycle d'une durée de deux années débouchant sur le diplôme de formation approfondi en sciences odontologiques, reconnu au grade de master depuis l'année universitaire 2014-2015,.

### Troisième cycle
Le troisième cycle des études d'odontologie aboutit au diplôme de docteur d'État en chirurgie dentaire, qui donne le titre de docteur mais est différent du troisième cycle universitaire et ne donne pas le grade de doctorat,. Il est classé au niveau 7 du Répertoire national des certifications professionnelles (RNCP) et du Cadre européen des certifications (CEC).

#### Troisième cycle court
Le troisième cycle court est accessible aux étudiants ayant obtenu le diplôme de formation approfondie en sciences odontologiques (DFASO).
Ce troisième cycle possède une durée de deux semestres. Il est consacré à l'approche globale du patient et à la préparation à l'exercice autonome de la profession. Il permet l'obtention du diplôme d'État de docteur en chirurgie dentaire, obligatoire pour exercer la profession de chirurgien-dentiste sur le territoire.
Les étudiants soutiennent, à compter du deuxième semestre du troisième cycle court et au plus tard à la fin de l'année civile qui suit la validation du troisième cycle court, une thèse devant un jury désigné par le président de l'université sur proposition du directeur de l'unité de formation et de recherche d'odontologie dans laquelle ils sont inscrits. Une dérogation exceptionnelle à ce délai peut être accordée par le président de l'université sur proposition du directeur de l'unité de formation et de recherche d'odontologie.
Par sa formation sanctionnée par son diplôme d'État de docteur en chirurgie dentaire, le chirurgien-dentiste omnipraticien peut exercer dans différents domaines propres à l'odontologie, notamment :
- la chirurgie bucco-dentaire ;
- l'endodontie ;
- l'implantologie ;
- l'occlusodontie ;
- l'odontologie conservatrice et restauratrice ;
- l'odontologie médico-légale ;
- l'odontologie du sport ;
- l'orthopédie dento-faciale ;
- la parodontie ;
- la pédodontie ;
- la prothèse dentaire.

#### Troisième cycle long: Diplôme d'études spécialisées (DES)
Le troisième cycle long correspond depuis 2011 à l'internat en odontologie. Il est accessible aux étudiants en odontologie par un concours national se déroulant à l'issue du second semestre de la cinquième année d'études en sciences odontologiques (DFASO 2). Avant 2011, le troisième cycle long s'échelonnait sur trois ans à l’issue desquels les étudiants obtenaient l’attestation d’études approfondies en chirurgie dentaire et, après soutenance d’une thèse, le diplôme d’État de docteur en chirurgie dentaire et le titre d’ancien interne en odontologie. Depuis 2011, les étudiants ayant réussi le concours de l'internat en odontologie et ayant soutenu avec succès leur mémoire ainsi que leur thèse d'exercice obtiennent le diplôme d’État de docteur en chirurgie dentaire et le titre de chirurgien-dentiste qualifié spécialiste, ancien interne en odontologie,.
En France, un « diplôme d'études spécialisées » (DES) est délivré aux médecins, pharmaciens ou chirurgiens-dentistes ayant effectué une formation de 3e cycle hospitalière, de 3 à 6 ans en fonction des spécialités, et soutenu un mémoire. Cette formation correspond à l'internat. Avec les réformes successives adoptées depuis la fin des années 1990 (dont la création de l'internat et du DES de médecine générale), tous les nouveaux docteurs en médecine seront titulaires d'un DES, accompagnant leur diplôme d'État de docteur en médecine (commun à tous les médecins) et précisant leur spécialité. Le DES peut être complété par un DESC.
L'obtention d'un DES est conditionnée à la validation de trois éléments :
- la formation théorique (environ 200 heures), axée sur la spécialité ;
- la formation pratique : 6 à 10 semestres d'internat suivant les spécialités (6 semestres pour la médecine générale, 8 semestres pour la plupart des spécialités médicales, 10 semestres pour la plupart des spécialités chirurgicales). Pour l'internat en pharmacie, les filières d'innovation pharmaceutique et recherche (IPR, anciennement appelée pharmacie spécialisée jusqu'en 2008), de pharmacie (hospitalière et industrielle), et de biologie médicale durent également 8 semestres soit 4 ans. Les semestres à accomplir dépendent de la maquette de chaque DES définie par arrêté ministériel ;
- la soutenance d'un mémoire, distinct de la thèse de médecine, portant sur un sujet de la spécialité. Pour l'internat en pharmacie, la soutenance du mémoire de DES est souvent combinée à la soutenance de la thèse d’exercice de docteur en pharmacie.

En France, les diplômes d'études spécialisées complémentaires (DESC) étaient jusqu'en 2017 des formations complémentaires à l'intention des internes (étudiants en médecine ou en pharmacie de troisième cycle), destinés à compléter leurs connaissances dans un domaine particulier de leur spécialité (DESC du groupe I), ou parfois, à remplacer leur spécialité elle-même (DESC du groupe II ou DESCQ, « DESC qualifiant »). 
Peuvent accéder au troisième cycle long des études odontologiques, en vue d'une formation qualifiante, sous réserve de réussite aux épreuves d'un concours national d'internat en odontologie :
1. Les étudiants ayant validé le deuxième cycle des études odontologiques en France[24] ;
2. Les ressortissants d'un État membre de l'Union européenne ou d'un autre État partie à l'accord sur l'Espace économique européen, de la Confédération suisse ou de la Principauté d'Andorre ayant validé une formation de base de praticien de l'art dentaire telle que définie au 2 et au 3 de l'article 34 de la directive 2005/36/CE du Parlement européen et du Conseil du 7 septembre 2005 relative à la reconnaissance des qualifications professionnelles[24].

Le concours d'internat en odontologie est organisé au niveau national par le directeur général du Centre national de gestion des praticiens hospitaliers et des personnels de direction de la fonction publique hospitalière. Un arrêté fixant l'ouverture des épreuves est pris annuellement par le ministre chargé de la santé.
Les étudiants peuvent se présenter au concours de l'internat à deux reprises : 
1. La première fois au cours de l'année universitaire au terme de laquelle ils remplissent les conditions prévues à l'article R. 634-1 ;
2. La deuxième fois au cours de l'année universitaire suivante.

Toutefois, en cas d'empêchement de participer aux épreuves résultant d'un congé de maternité, de paternité, d'adoption, d'un cas de force majeure à caractère individuel ou collectif ou pour raison médicale dûment justifiée, la période durant laquelle peut être exercé le droit à concourir est prolongée de la durée nécessaire pour préserver le droit des candidats.
À l'issue du concours, la procédure nationale de choix de la spécialité, de l'interrégion et du centre hospitalier universitaire de rattachement est organisée par le Centre national de gestion des praticiens hospitaliers et des personnels de direction de la fonction publique hospitalière.
Les lauréats sont appelés à formuler leur choix, selon leur rang de classement et dans la limite du nombre de postes ouverts au concours, dans des conditions fixées par arrêté des ministres chargés de la santé et de l'enseignement supérieur.
À l'issue de la procédure nationale de choix, la liste des lauréats, comprenant les affectations dans une spécialité, une interrégion et un centre hospitalier universitaire de rattachement, est publiée par arrêté du directeur général du Centre national de gestion des praticiens hospitaliers et des personnels de direction de la fonction publique hospitalière.
Un candidat peut renoncer au bénéfice du concours. Il en informe le Centre national de gestion, par écrit, dans un délai de quinze jours à compter de la notification de son affectation. À cette condition, il conserve le droit de se présenter une deuxième fois au concours.
Depuis 2011, avec la mise en place de l'internat qualifiant, il existe désormais trois spécialités en odontologie :
- le diplôme d'études spécialisées en  chirurgie orale (DESCO)[25] : spécialité permettant la pratique d'actes de chirurgie orale et maxillo-faciale plus lourds. Cette spécialité est également accessible aux internes en médecine par l'intermédiaire des ECN. À la fin de l'internat, les chirurgiens, qu'ils soient issus de l'odontologie ou de la médecine, ont le même diplôme et les mêmes compétences. La formation dure quatre ans à l'issue de la cinquième année d'étude, soit Bac+9 pour exercer la profession de chirurgien-dentiste spécialiste en chirurgie orale ;
- le diplôme d'études spécialisées en médecine bucco-dentaire (DESMBD)[25] : spécialité permettant la prise en charge des patients à risque, porteurs d'une ou plusieurs pathologie(s) lourde(s), de diagnostiquer des pathologies bucco-dentaires et de gérer les conséquences de pathologies générales sur la sphère oro-faciale. La formation dure trois ans à l'issue de la cinquième année d'études, soit Bac+8 pour exercer la profession de chirurgien-dentiste spécialiste en médecine bucco-dentaire ;
- le diplôme d'études spécialisées en orthopédie dento-faciale (DESODF)[25] : spécialité permettant de corriger les dysharmonies dento-maxillo-faciales, les problèmes de positionnement dento-maxillaires et les problèmes d'occlusions. La formation dure trois ans à l'issue de la cinquième années d'études, soit Bac+8 pour exercer la profession de chirurgien-dentiste spécialiste en orthopédie dento-faciale .

La formation des internes en odontologie comprend :
1. Un enseignement théorique organisé, dispensé et contrôlé par les unités de formation et de recherche (UFR) d'odontologie, suivant les modalités définies par le conseil d'administration de l'université sur proposition du conseil des études et de la vie universitaire et après avis du conseil de l'UFR d'odontologie. Cet enseignement peut être commun à plusieurs unités de formation et de recherche (UFR) d'odontologie[26] ;
2. Une formation clinique, dispensée dans les services d'odontologie des centres de soins, d'enseignement et de recherche dentaires ou dans les services d'odontologie des établissements de santé, liés par convention à un centre hospitalier universitaire en application de l'article L. 6142-5 du code de la santé publique et agréés comme services formateurs par arrêté des ministres chargés de l'enseignement supérieur et de la santé, après avis d'une commission nationale d'agrément. Le rôle et la composition de cette commission sont définis par arrêté de ces ministres[26].

La formation clinique comporte six stages hospitaliers d'un semestre chacun durant lesquels les internes en odontologie reçoivent une formation approfondie correspondant aux différentes orientations cliniques définies par arrêté des ministres chargés de l'enseignement supérieur et de la santé.
Ces stages sont effectués sous l'autorité du chef du pôle d'activité dans lequel l'interne est affecté. À l'issue de l'internat, l’étudiant valide par la soutenance d'un mémoire son diplôme d'études spécialisées. Il doit également soutenir sa thèse d’exercice permettant l'obtention du diplôme d’État de docteur en chirurgie dentaire, spécialiste qualifié. Le nombre de postes mis au concours ainsi que leur répartition par spécialité, par inter-région et par centre hospitalier universitaire sont fixés chaque année par arrêté des ministres chargés de la santé et de l'enseignement supérieur, en tenant compte des besoins et des capacités de formation.
Pour l'année 2015/2016, le numerus clausus à l'internat d'odontologie était de :
- 53 places en orthopédie dento-faciale[27] ;
- 41 places en médecine bucco-dentaire[27] ;
- 15 places en chirurgie orale[27] .

Le certificat d'études cliniques spéciales mention orthodontie (CECSMO), qui permettait depuis 1987 d'accéder à la spécialité en orthopédie dento-faciale, et le diplôme d'études supérieures en chirurgie buccale (DESCB), crée en 1998, sont supprimés en 2012,. Des commissions de qualification entre le DESCB et l'internat qualifiant en chirurgie orale ainsi que le CECSMO et l'internat qualifiant qualifiant en Orthopédie dento-faciale existent désormais. Le choix d'une de ces spécialités implique le remords de l'exercice en tant qu'omnipraticien.
| Spécialité               | 2011 | 2012 | 2013 | 2014 | 2015 | 2016 |
| ------------------------ | ---- | ---- | ---- | ---- | ---- | ---- |
| Chirurgie orale          | 15   | 16   | 16   | 15   | 15   | 15   |
| Médecine Bucco-dentaire  | 14   | 59   | 35   | 42   | 42   | 41   |
| Orthopédie dento-faciale | 16   | 16   | 51   | 53   | 53   | 53   |
| TOTAL                    | 45   | 91   | 102  | 110  | 110  | 109  |

##### Diplôme d'études spécialisées en chirurgie orale (DESCO)
L'enseignement en vue du diplôme d'études spécialisées en chirurgie orale, accessible aux internes en médecine et en odontologie, a une durée de huit semestres ; il comprend trois parties :
- une formation théorique complémentaire en odontologie pour les internes en médecine et en médecine pour les internes en odontologie au cours des semestres S1, S2, S3, S4. Elle comporte sept unités d'enseignement (UE)[21]. Six UE, différenciées en raison de la filière d'origine, et une UE commune à l'ensemble des internes. Chaque UE est enseignée sous la forme de séminaires nationaux ou inter-régionaux ;
- une formation théorique en chirurgie orale commune à tous les internes, quelle que soit leur filière d'origine. Elle comporte huit UE enseignées sous la forme de séminaires nationaux ou inter-régionaux[21] ;
- une formation pratique de huit semestres dont au moins six semestres dans des services validant en vue du DES de chirurgie orale (trois en odontologie et trois en chirurgie maxillo-faciale) et deux semestres au choix avec l'accord du coordonnateur inter-régional[21].

Pour se voir délivrer le DES de chirurgie orale, le candidat doit :
- valider l'intégralité des enseignements pratiques et des stages hospitaliers ;
- obtenir la moyenne générale à l'ensemble des épreuves écrites et orales ;
- soutenir avec succès son mémoire[21].

Le mémoire est soumis à un rapporteur désigné parmi les membres du jury. Le jury de validation est composé d'enseignants titulaires du Conseil national des universités pour les disciplines médicales, odontologiques et pharmaceutiques à parts égales et du coordonnateur interrégional du DES de chirurgie orale.
L'étudiant ayant soutenu avec succès son mémoire ainsi que sa thèse d'exercice obtient le diplôme d’État de docteur en chirurgie dentaire et le titre de chirurgien-dentiste qualifié spécialiste en chirurgie orale, ancien interne en odontologie,. Son niveau d'études correspond à Bac+9.
| Université                                             | 2011 | 2012 | 2013 | 2014 | 2015 | 2016 |
| ------------------------------------------------------ | ---- | ---- | ---- | ---- | ---- | ---- |
| Aix-en-Provence/Marseille (Université d'Aix-Marseille) | 0    | 1    | 1    | 1    | 1    | 1    |
| Bordeaux (Université Bordeaux II)                      | 1    | 1    | 1    | 0    | 1    | 1    |
| Brest (Université de Bretagne occidentale)             | 1    | 1    | 1    | 1    | 1    | 1    |
| Clermont-Ferrand (Université d'Auvergne)               | 0    | 1    | 0    | 1    | 0    | 0    |
| Lille (Université de Lille)                            | 0    | 1    | 1    | 1    | 1    | 1    |
| Lyon (Université Claude-Bernard Lyon 1)                | 2    | 1    | 1    | 0    | 1    | 0    |
| Montpellier (Université Montpellier 1)                 | 1    | 1    | 1    | 1    | 0    | 1    |
| Nancy (Université Nancy-I)                             | 1    | 1    | 1    | 1    | 1    | 1    |
| Nantes (Université de Nantes)                          | 0    | 1    | 1    | 1    | 1    | 1    |
| Nice (Université Nice Sophia Antipolis)                | 0    | 0    | 1    | 0    | 1    | 0    |
| Paris-V (Université Paris Descartes)                   | 2    | 1    | 1    | 2    | 2    | 2    |
| Paris-VII (Université Paris Diderot)                   | 2    | 1    | 1    | 2    | 2    | 2    |
| Reims (Université de Reims Champagne-Ardenne)          | 1    | 2    | 1    | 2    | 1    | 2    |
| Rennes (Université de Rennes I)                        | 1    | 1    | 1    | 1    | 1    | 1    |
| Strasbourg (Université de Strasbourg)                  | 2    | 1    | 2    | 0    | 1    | 0    |
| Toulouse (Université Toulouse-III)                     | 1    | 1    | 1    | 1    | 0    | 1    |
| TOTAL                                                  | 15   | 16   | 16   | 15   | 15   | 15   |

##### Diplôme d'études spécialisées en médecine bucco-dentaire (DESMBD)
L'enseignement dispensé aux internes du diplôme d'études spécialisées en médecine bucco-dentaire a une durée de six semestres et comprend deux parties.
L'étudiant ayant soutenu avec succès son mémoire ainsi que sa thèse d'exercice obtient le diplôme d’État de docteur en chirurgie dentaire et le titre de chirurgien-dentiste qualifié spécialiste en médecine bucco-dentaire, ancien interne en odontologie,. Son niveau d'études correspond à Bac+8.
| Université                                             | 2011 | 2012 | 2013 | 2014 | 2015 | 2016 |
| ------------------------------------------------------ | ---- | ---- | ---- | ---- | ---- | ---- |
| Aix-en-Provence/Marseille (Université d'Aix-Marseille) | 1    | 5    | 2    | 3    | 2    | 2    |
| Bordeaux (Université Bordeaux II)                      | 1    | 4    | 2    | 3    | 2    | 2    |
| Brest (Université de Bretagne occidentale)             | 0    | 0    | 1    | 2    | 2    | 2    |
| Clermont-Ferrand (Université d'Auvergne)               | 1    | 3    | 2    | 2    | 2    | 2    |
| Lille (Université de Lille)                            | 1    | 4    | 5    | 2    | 2    | 2    |
| Lyon (Université Claude-Bernard Lyon 1)                | 1    | 4    | 2    | 2    | 2    | 2    |
| Montpellier (Université Montpellier 1)                 | 1    | 4    | 2    | 2    | 2    | 2    |
| Nancy (Université Nancy-I)                             | 1    | 3    | 2    | 3    | 2    | 2    |
| Nantes (Université de Nantes)                          | 1    | 4    | 2    | 2    | 2    | 2    |
| Nice (Université Nice Sophia Antipolis)                | 0    | 3    | 1    | 1    | 1    | 1    |
| Paris-V (Université Paris Descartes)                   | 1    | 5    | 3    | 6    | 7    | 6    |
| Paris-VII (Université Paris Diderot)                   | 1    | 6    | 3    | 4    | 6    | 5    |
| Reims (Université de Reims Champagne-Ardenne)          | 1    | 3    | 2    | 3    | 2    | 2    |
| Rennes (Université de Rennes I)                        | 1    | 3    | 2    | 2    | 2    | 2    |
| Strasbourg (Université de Strasbourg)                  | 1    | 4    | 2    | 2    | 3    | 4    |
| Toulouse (Université Toulouse-III)                     | 1    | 4    | 2    | 3    | 3    | 3    |
| TOTAL                                                  | 14   | 59   | 35   | 42   | 42   | 41   |

##### Diplôme d'études spécialisées en orthopédie dento-faciale (DESODF)
L'enseignement dispensé aux internes du diplôme d'études spécialisées en orthopédie dento-faciale (ODF) a une durée de six semestres. Il comprend une formation théorique pouvant être réalisée sous la forme d'unités d'enseignement et une formation pratique.
Pour se voir délivrer le DES d'orthopédie dento-faciale, le candidat doit :
- valider l'intégralité des enseignements pratiques et des stages hospitaliers ;
- obtenir la moyenne générale à l'ensemble des épreuves écrites et orales des six semestres ;
- soutenir avec succès son mémoire.

Le mémoire est soumis à un rapporteur désigné parmi les membres du jury. Le jury de validation est composé d'au moins cinq enseignants titulaires, dont le coordonnateur interrégional du DES d'orthopédie dento-faciale et au moins deux membres titulaires du Conseil national des universités pour les disciplines médicales, odontologiques et pharmaceutiques.
L'étudiant ayant soutenu avec succès son mémoire ainsi que sa thèse d'exercice obtient le diplôme d’État de docteur en chirurgie dentaire et le titre de chirurgien-dentiste qualifié spécialiste en orthopédie dento-faciale, ancien interne en odontologie,. Son niveau d'études correspond à Bac+8.
| Université                                             | 2011 | 2012 | 2013 | 2014 | 2015 | 2016 |
| ------------------------------------------------------ | ---- | ---- | ---- | ---- | ---- | ---- |
| Aix-en-Provence/Marseille (Université d'Aix-Marseille) | 1    | 1    | 5    | 5    | 4    | 5    |
| Bordeaux (Université Bordeaux II)                      | 1    | 1    | 4    | 4    | 4    | 4    |
| Brest (Université de Bretagne occidentale)             | 1    | 1    | 0    | 0    | 0    | 0    |
| Clermont-Ferrand (Université d'Auvergne)               | 1    | 1    | 1    | 3    | 3    | 0    |
| Lille (Université de Lille)                            | 1    | 1    | 4    | 4    | 4    | 4    |
| Lyon (Université Claude-Bernard Lyon 1)                | 1    | 1    | 4    | 4    | 5    | 5    |
| Montpellier (Université Montpellier 1)                 | 1    | 1    | 2    | 3    | 3    | 4    |
| Nancy (Université Nancy-I)                             | 1    | 1    | 2    | 2    | 2    | 2    |
| Nantes (Université de Nantes)                          | 1    | 1    | 3    | 3    | 3    | 3    |
| Nice (Université Nice Sophia Antipolis)                | 1    | 1    | 1    | 2    | 1    | 1    |
| Paris-V (Université Paris Descartes)                   | 1    | 1    | 7    | 6    | 6    | 6    |
| Paris-VII (Université Paris Diderot)                   | 1    | 1    | 7    | 6    | 6    | 6    |
| Reims (Université de Reims Champagne-Ardenne)          | 1    | 1    | 2    | 2    | 2    | 2    |
| Rennes (Université de Rennes I)                        | 1    | 1    | 3    | 3    | 3    | 3    |
| Strasbourg (Université de Strasbourg)                  | 1    | 1    | 2    | 2    | 3    | 4    |
| Toulouse (Université Toulouse-III)                     | 1    | 1    | 4    | 4    | 4    | 4    |
| TOTAL                                                  | 16   | 16   | 51   | 53   | 53   | 53   |

## Certificats d'études supérieures (CES) de chirurgie dentaire
Les certificats d'études supérieures de chirurgie dentaire sont destinés à permettre l'acquisition de connaissances théoriques, pratiques et méthodologiques approfondies dans les différentes disciplines de l'odontologie. Ils sont délivrés par les universités habilitées à cet effet par arrêté des ministres chargés de l'Enseignement supérieur et de la santé. Peuvent être admis à s'inscrire en vue des certificats d'études supérieures de chirurgie dentaire les titulaires d'un diplôme de praticien de l'art dentaire ouvrant droit à l'exercice de la profession dans le pays d'obtention ou dans le pays d'origine des candidats.

## Liste des unités de formation et de recherche (UFR) d'odontologie
| \| Brest Bordeaux Clermont-Ferrand Lille Lyon Marseille Montpellier Nancy Nantes Nice Paris V Paris VII Reims Rennes Strasbourg Toulouse \| Localisation des facultés de chirurgie dentaire. |
| Brest Bordeaux Clermont-Ferrand Lille Lyon Marseille Montpellier Nancy Nantes Nice Paris V Paris VII Reims Rennes Strasbourg Toulouse                                                        |

Les étudiants en chirurgie dentaire sont formés au sein de seize unités de formation et de recherche (UFR) d'odontologie (aussi nommées « facultés de chirurgie dentaire ») réparties sur le territoire :
- UFR d'odontologie de Bordeaux – Université II - Victor Segalen ;
- UFR d'odontologie de Brest – Université de Bretagne occidentale ;
- UFR d'odontologie de Clermont-Ferrand – Université d’Auvergne Clermont-Ferrand I ;
- UFR d'odontologie de Lille – Université de Lille ;
- UFR d'odontologie de Lyon – Université Claude-Bernard ;
- UFR d'odontologie de Marseille – Université de la Méditerranée Aix-Marseille II ;
- UFR d'odontologie de Montpellier – Université de Montpellier ;
- UFR d'odontologie de Nancy – Université de Nancy ;
- UFR d'odontologie de Nantes – Université de Nantes ;
- UFR d'odontologie de Nice – Université de Nice Sophia Antipolis ;
- UFR d'odontologie de Paris V – Université Paris V - Paris Descartes[33] ;
- UFR d'odontologie de Paris VII – Université Paris VII - Paris Diderot[33] ;
- UFR d'odontologie de Reims – Université de Reims Champagne-Ardenne ;
- UFR d'odontologie de Rennes – Université de Rennes I ;
- UFR d'odontologie de Strasbourg – Université de Strasbourg I - Louis Pasteur ;
- UFR d'odontologie de Toulouse – Université Toulouse III - Paul Sabatier.

La formation des futurs chirurgiens-dentistes est assurée par des professeurs des universités, praticiens hospitaliers (PU-PH), des maîtres de conférences des universités – praticiens hospitaliers (MCU-PH), des assistants hospitalo-universitaires (AHU) et des praticiens attachés médecins, chirurgiens-dentistes, pharmaciens et biologistes.

## Statistiques
En 2009, il y avait 201 078 étudiants en formation de santé, ce qui représente 27,4 % des étudiants en formation scientifique. À titre de comparaison pour l'année 2009/2010, il y avait 2 316 103 étudiants dans l’ensemble des formations dont 1 444 583 dans les universités.
|                       | 2002    | 2003    | 2004    | 2005    | 2006    | 2007    | 2008    | 2009    | Évolution 2002/2009 |
| Médecine, odontologie | 120 930 | 130 356 | 138 532 | 146 589 | 154 076 | 158 995 | 161 933 | 170 228 | 40,8 %              |
| Pharmacie             | 25 349  | 26 281  | 27 788  | 29 624  | 31 296  | 31 871  | 31 221  | 30 850  | 21,7 %              |

## Folklore étudiant
L'étudiant en chirurgie dentaire/sciences odontologiques est familièrement nommé dans le milieu médical gratte-chicot en référence à l'examen clinique pratiqué par les odontologistes en bouche consistant à passer une sonde dentaire dans les sillons des faces occlusales de la denture pour y diagnostiquer d'éventuelles anfractuosités conséquentes d'une lésion carieuse. Il est également nommé boucher, en référence aux pratiques chirurgicales sanglantes conduites en bouche par les étudiants débutants en service hospitalier d'odontologie[source secondaire souhaitée].
La faluche de l'étudiant en chirurgie dentaire se caractérise par une circulaire de velours violet et son emblème de discipline est la molaire maxillaire.
Traditionnellement, la couleur violette caractérise la filière odontologique. Cette couleur fut officiellement adoptée en octobre 1918 pour représenter le chirurgien-dentiste des armées.